# Циков (Яворовский район)
Циков (укр. Циків) — село в Шегининской сельской общине Яворовского района Львовской области Украины.
Население по переписи 2001 года составляло 341 человек. Занимает площадь 1,003 км². Почтовый индекс — 81350. Телефонный код — 3234.